# كورتني سميث (لاعب كرة قدم أمريكية أمريكي)
كورتني سميث (بالإنجليزية: Courtney Smith)‏ هو لاعب كرة قدم أمريكية أمريكي، ولد في 17 أكتوبر 1984.